# Mk III (каска)

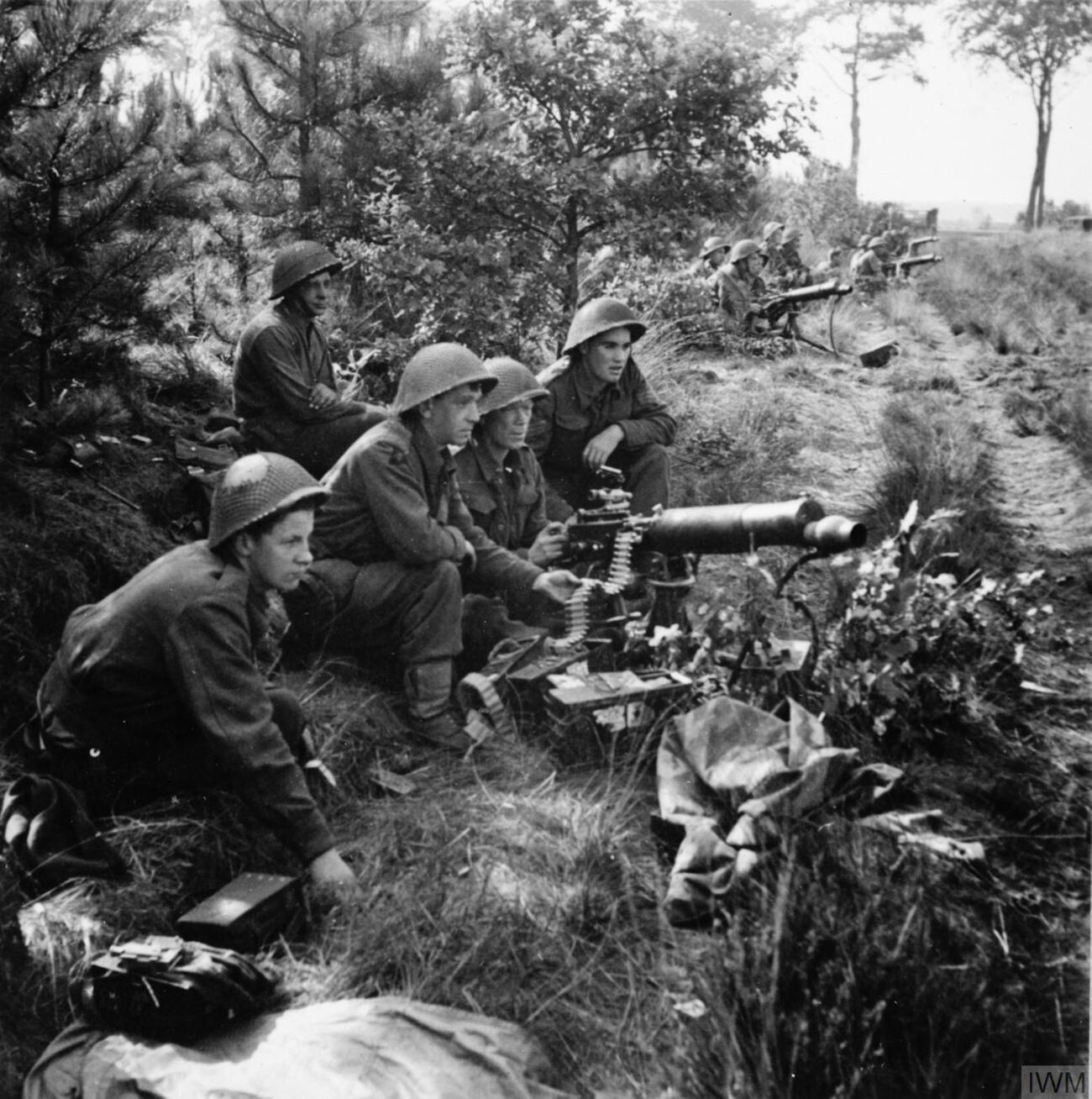
Пулемётчики британской армии в касках Mk III (20 сентября 1944)

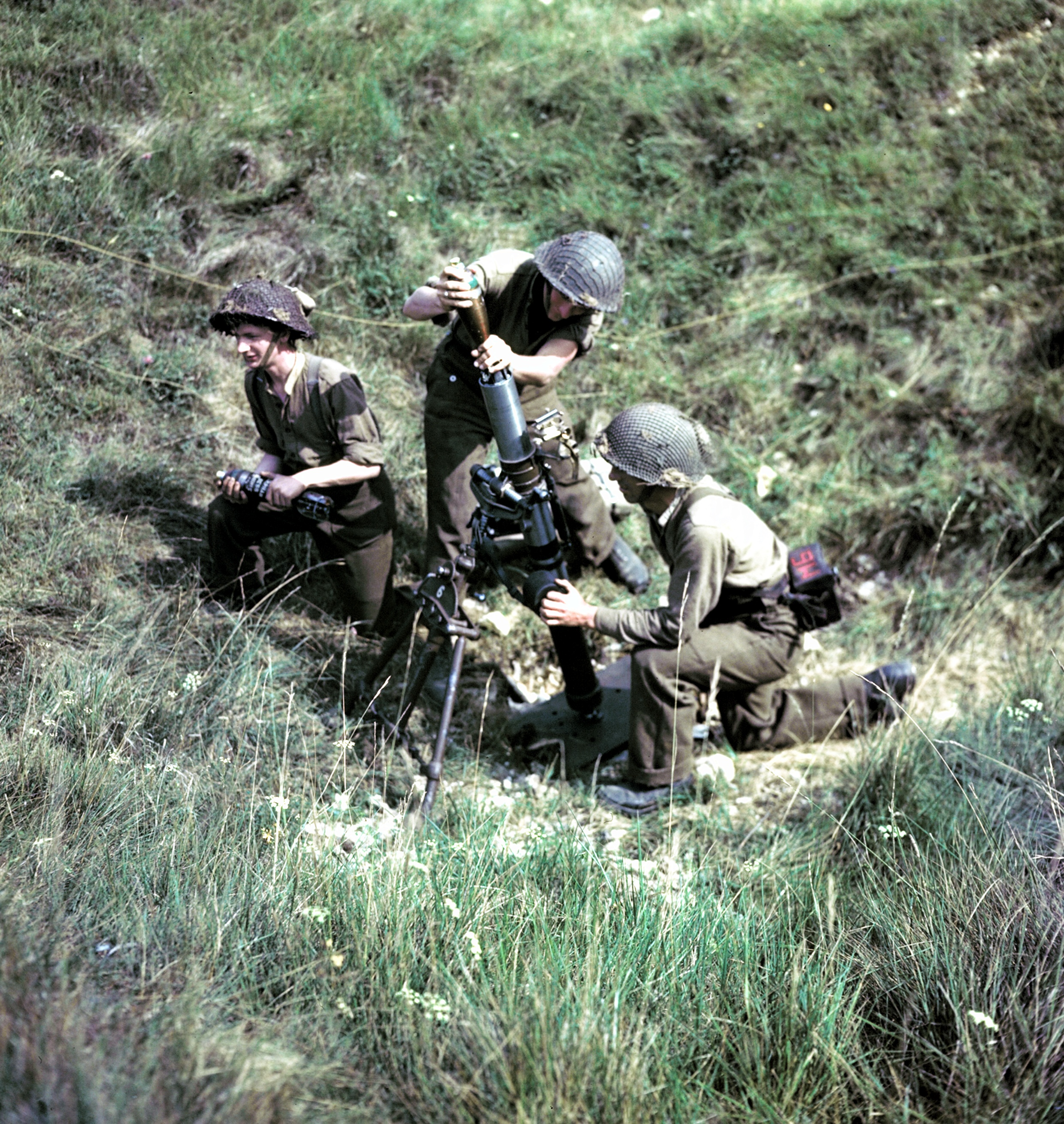
Миномётный расчёт канадской армии в касках Mk III с сетчатыми чехлами, 1944 год

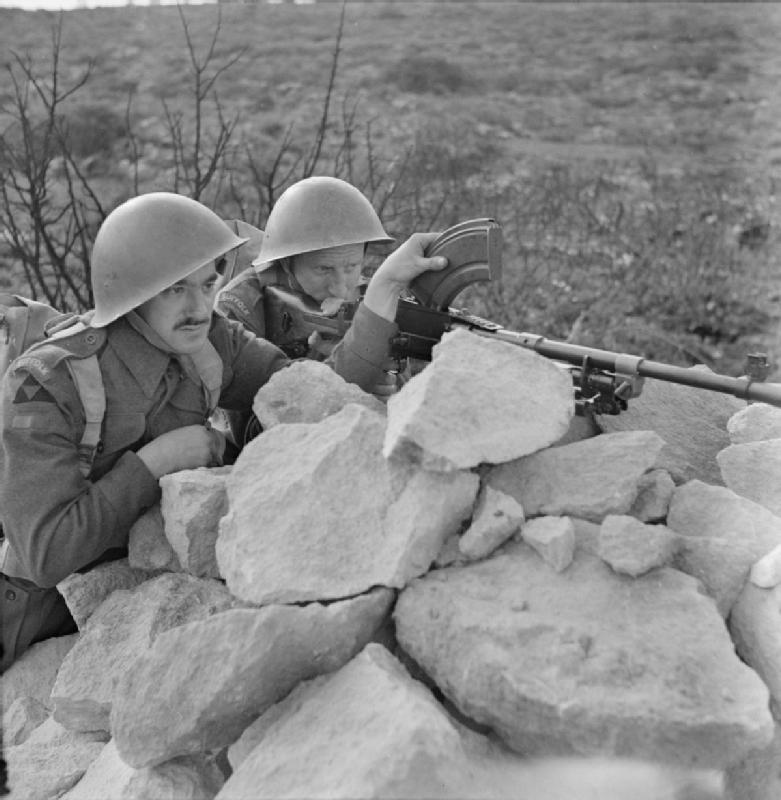
Пулемётный расчёт пехотного полка британской армии в касках Mk III (5 марта 1946)

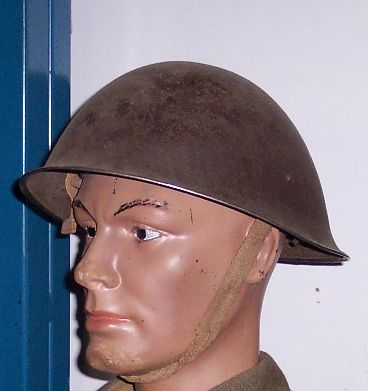
Каска Mk III

Helmet Steel Mk III — британская общевойсковая стальная каска времён Второй мировой войны и «холодной войны». Известна также под неофициальными названиями 1944 pattern helmet и Turtle helmet (в связи с внешним сходством формы каски и панциря черепахи).

## История
Шлем был разработан в 1941 году с целью замены ранее выпускавшихся касок Mk.I образца 1915 года и Mk.II образца 1939 года, выпускался с ноября 1943 года на нескольких предприятиях и начал поступать в войска в конце 1943 года.
Вместе с частями британской армии каски получили части прибывших на Британские острова 2-й, 3-й и 4-й канадских пехотных дивизий. В боевых действиях войска в касках нового образца были впервые задействованы во время высадки союзников в Нормандии летом 1944 года.
После окончания войны в 1945 году началось сокращение войск до уровня мирного времени и Канада возвратила Великобритании ранее полученные каски Mk.III. В том же 1945 году выпуск касок Mk.III был прекращён, так как на вооружение был принят новый вариант шлема Mk.IV (имевший незначительные отличия от Mk.III).
В 1959 году каски Mk.III и Mk.IV получили подшлемник нового образца.
В 1985 году на вооружение в Великобритании был принят новый общевойсковой шлем Mk.6, после чего началась постепенная замена стальных касок Mk.III и Mk.IV на шлемы нового образца.

## Описание
Каска массой 1,2 кг изготовлена из листовой стали, окрашивалась масляной краской в защитный цвет (чаще всего в хаки или оливково-зелёный), снабжена подшлемником. Подбородочный ремешок из брезента. Могла комплектоваться съёмным сетчатым чехлом.